# Nakajima Tipus 91
El Nakajima Tipus 91 era un avió de combat japonès dels anys 1930. Era d'un sol seient, d'un sol motor, monoplà i dissenyat per a fer patrulles, amb les rodes fixes al cos de l'avió i no retràctils.

## Desenvolupament
Va ser dissenyat en 1927, per una petició de l'Exèrcit Imperial Japonès, i va encomanar a la companyia Nakajima, que desenvolupés un nou tipus de caça experimental, el Tipus 91. Aquest prototip va ser el sisè disseny d'aquesta marca, però era totalment diferent, per l'estil de l'avió. Comparat amb l'anterior disseny de Nakajima, el Tipus 91 tenia unes ales més petites, havien re-ubicat els tancs de combustible i van afegir altres petits canvis al avió. Va volar per primer cop l'any 1931.

## Historial d'operacions
L'exèrcit va comprar el Nakajima Tipus 91, i va rebre els primers Tipus 91 a finals de 1931. Encara que era molt estable, van trobar algunes petites molèsties al entrar en servei.
Entre 1931 i 1934, 420 unitats van ser construïdes (incloent-hi 100 avions produïts per la companyia aeronàutica Ishikawajima; 23 dels quals eren Tipus 91-2, amb una potència subministrada per un motor radial Nakajima Kotobuki, de 432 kW (580 hp). Aquesta versió es va provar per primera vegada el juliol de 1934.
El Tipus 91 va ser substituït enretirat del servei pel Kawasaki Ki-10 (Kawasaki Tipus 95) entre 1936 i 1937.

## Variants
- Nakajima Tipus 91-1: era la versió més produïda de l'avió, el qual comptava amb un motor radial Bristol Jupiter, construït per Nakajima, de 336 kW (459 hp).
- Nakajima Tipus 91-2: era la versió millorada del Tipus 91, que tenia un motor Nakajima Kotobuki. Van ser construïts 21 d'aquests avions.

## Operadors
- Xina: la força Aèria Nacionalista Xinesa, va comprar 12 avions Tipus 91-1, els quals van participar en la segona guerra sinojaponesa, contra els japonesos.
- Japó: la força aèria imperial japonesa.

## Supervivents
En el museu d'aviació de Tokorozawa, en Tokorozawa, Saitama, tenen el cos d'un Tipus 91 en una exposició. Endemés, en la porta de Yanagisawa Shrine, en Tokorozawa, Saitama, tenen un motor perfectament conservat.

## Especifiacions
- Tripulació: 1
- Llargada: 7,26 m
- Envergadura: 11,00 m
- Alçada: 2,79 m
- Àrea: 20,0 m²
- Pes de l'avió sense carregar: 1.075 kg
- Pes de l'avió carregat: 1.530 kg
- Motor: Bristol Jupiter VII
- Tipus de motor: Motor de 9 cilindres radial
- Numero de motors: 1
- Potència: 388 kW (520 hp)
- Velocitat màxima: 300 km/h
- Alçada màxima: 9.000 m
- Velocitat d'ascens: 4 minuts per a 3.000 peus (914,4 metres)
- Temps màxim de vol: 2 hores
- Armament: 2 metralladores frontals fixes de 7,7mm